# Wereldkampioenschap waterski racing 2003
Het wereldkampioenschap waterski racing 2003 was een door de International Water Ski Federation (IWSF) georganiseerd kampioenschap voor waterskiërs. De 13e editie van het wereldkampioenschap vond plaats in het Amerikaans Long Beach op 18 oktober 2003.

## Uitslagen

### Formule 1
| Goud   | Martie Wells          |
| Zilver | Stephen Robertson     |
| Brons  | Filip Vervecken       |
| 4      | Karl Brooks           |
| 5      | Carl Goldsmitth       |
| 6      | Darren Kirkland       |
| 7      | Marshall Cole         |
| 8      | Christof Van Gaeveren |
| 9      | Andrian Pickering     |
| 10     | Keith Buxton          |

| Goud   | Ann Procter     |
| Zilver | Tracey Graziano |
| Brons  | Deann Shannon   |
| 4      | Erin Saunders   |
| 5      | Debbie Nordblad |
| 6      | Kim Lumley      |
| 7      | Lee Hicks       |
| 8      | Kristy Sloane   |
| 9      | Lena Feringa    |
| 10     | Cally Harvey    |

### Formule 2
| Goud   | Dimitri Bertels     |
| Zilver | Kurt Schoen         |
| Brons  | Chris Cole          |
| 4      | Lee Squier          |
| 5      | Steven Van Gaeveren |

| Goud   | Janine Doherty |
| Zilver | Vanessa Eyles  |
| Brons  | Debbie Kaaz    |
| 4      | Sandra Wakeham |
| 5      | Maryse Leclerc |

1979 ·
1981 ·
1983 ·
1985 ·
1987 ·
1989 ·
1991 ·
1993 ·
1995 ·
1997 ·
1999 ·
2001 ·
2003 ·
2005 ·
2007 ·
2009 ·
2011 ·
2013 ·
2015 ·
2017 ·
2019